# Процедурен жанр
Процедурен жанр (на английски: Procedural) е междужанров вид в литературата, филмите или телевизионните предавания, включващ последователност от технически детайли. Документалният филм може да бъде написан в процедурен стил, за да увеличи интереса, свързан с разказваното.

## Видове

### Телевизия

#### На базата на художествена измислица
В телевизията „процедурен“ означава специфично жанр на предавания, в които даден проблем е представен, разследван и решен в рамките на един епизод. Тези шоу-програми най-често имат продължителност от един час, и са драми, както и често (макар не винаги) са свързани с полиция или престъпление.
Общата формула на полицейския процедурен жанр включва възлагането на задача върху или откриването на престъпление в началото на епизода, осигуряване на разследване, арест или осъждане на извършителя в края на епизода.
Най-известните примери от този тип са Закон и ред и От местопрестъплението. Хаус е пример за сериал от процедурния жанр, който не е свързан с престъпления.
- Този тип сериали са понякога критикувани за липсата на развитие на представянето на характера на главния герой, и малкото внимание, което е отделяно на живота на основните герои, извън тяхната работа.

#### Други
- Има научни телевизионни предавания, които ползват процедурния жанр, като водят зрителя стъпка по стъпка по следите на разследване, като например PBS Secrets of the Dead.